# Clorfenamina
Clorfenamina (denominazione comune internazionale) o Clorfeniramina (denominazione adottata negli Stati Uniti ed in passato anche nel Regno Unito), generalmente commercializzata come composto nel suo sale clorfenamina maleato, è un antistaminico H1 alchilamminico di prima generazione, comunemente utilizzato nei farmaci per la prevenzione dei sintomi delle allergie, dell'orticaria o delle riniti di qualsiasi origine. I suoi effetti sedativi sono relativamente deboli se confrontati con altri antistaminici di prima generazione. La Clorfenamina è anche uno degli antistaminici più usati nella medicina veterinaria dei piccoli animali. Inoltre, anche se non è generalmente approvata come farmaco antidepressivo o ansiolitico, la clorfenamina sembra mostrare anche proprietà di questo tipo (cfr. il seguito).
La clorfenamina fa parte di un gruppo di antistaminici che comprende la feniramina ed i suoi derivati alogenati ed altri come la fluorfeniramina, la desclorfeniramina (Polaramina), bromfeniramina, desbromfeniramina, desclorfeniramina, difeniramina (nota anche come triprolidina con il nome commerciale Actifed) e iodofeniramina.
Gli antistaminici alchilamminici alogenati mostrano tutti isomerismo ottico e la clorfenamina nei prodotti indicati è contenuta nel sale maleato racemico mentre la desclorfeniramina (Polaramina) è lo stereoisomero destro.

## Effetti serotonergici e norepinefrinergici
Oltre ad essere un antagonista dell'istamina, la clorfenamina ha dimostrato di essere un inibitore selettivo della ricaptazione della serotonina-norepinefrina (questi composti sono generalmente noti con l'acronimo inglese SNRI da Serotonin-norepinephrine reuptake inhibitor). Un antistaminico simile, la bromfeniramina, ha consentito la scoperta del SSRI Zimelidina. Alcuni test clinici mostrano che è simile ad altri medicinali antidepressivi nella capacità di inibire il reuptake della serotonina e della norepinefrina (noradrenalina)., ma non è mai stato effettuato alcun test su ampia scala delle sue proprietà psichiatriche negli esseri umani. Altri test mostrano che inibisce il reuptake della serotonina meno di quello della noradrenalina, anche se la letteratura non è unanime su questo aspetto (si confronti Hellbom (2005) con Domino (1999)). Essendo un SNRI, la clorfenamina può essere utilizzata in farmaci generici come blando ansiolitico.

## Combinazioni medicinali
Negli Stati Uniti la clorfenamina è spesso presente in combinazione con la fenilpropanolamina nei farmaci per il trattamento sintomatico delle allergie per avere sia proprietà antistaminiche sia decongestionanti. Alcuni marchi con cui è commercializzata in questa combinazione sono Demazin, Allerest 12 Hour, Codral Nighttime, Chlornade, Contac 12 Hour, A. R. M. Allergy Relief, Ordrine, Ornade Spansules, Teldrin, Triaminic, and Tylenol Cold/Allergy. È invece in combinazione con un narcotico (idrocodone) nel farmaco Tussionex, che è indicato per il trattamento della tosse e dei sintomi a carico del tratto respiratorio superiore associati all'allergia o al raffreddore negli adulti e nei bambini dai 6 anni in su.  Questa combinazione è preparata con una formula a rilascio differito, che consente di assumere il farmaco ogni 12 ore anziché ogni 4 o 6 ore come è più spesso il caso per altri farmaci antitosse con narcotici.  Si veda a tal proposito Pennkinetic Technology della Celltech. Nel farmaco Coricidin, la clorfenamina è in combinazione con il calmante della tosse destrometorfano.
In Italia la clorfenamina è in combinazione con paracetamolo nei farmaci "Efferalgan Influenza e Raffreddore" e "Zerinol C.M." e con Paracetamolo ed Acido ascorbico (Vitamina C) nel farmaco ZerinolFlu.